# 지바 뉴타운 철도 9100형 전동차
지바 뉴타운 철도 9100형 전동차(일본어: 住宅・都市整備公団9100形電車 じゅうたく・としせいびこうだん9100がたでんしゃ[*])는 지바 뉴타운 철도의 전동차로 이 열차는 1995년에 지바뉴타운추오 역 ~ 인자이마키노하라 역 구간 개통과 동시에 도입된 전동차로 2000년에 인자이마키노하라 역 ~ 인바니혼이다이 역 구간이 개통과 동시에 추가로 도입되었다. 이 열차의 명칭은 C-플라이어(영어: C-Flyer)로 이 명칭의 유래는 C의 경우 지바 뉴타운(영어: Chiba-Newtown), 편안(영어: Comfortable), 청결(영어: Clean), 문화(영어: Culture)란 명칭에서 유래되었고 플라이어(영어: Flyer)의 경우 급행열차를 의미한다.

## 편성
- 현재 9100형 8량 편성은 게이세이 본선, 게이세이 나리타 공항선, 게이세이 오시아게 선, 게이큐 본선, 게이큐 공항선, 도에이 지하철 아사쿠사 선, 호쿠소 철도 호쿠소 선에서 운행하고 있으며 편성은 다음과 같다.[1][2]

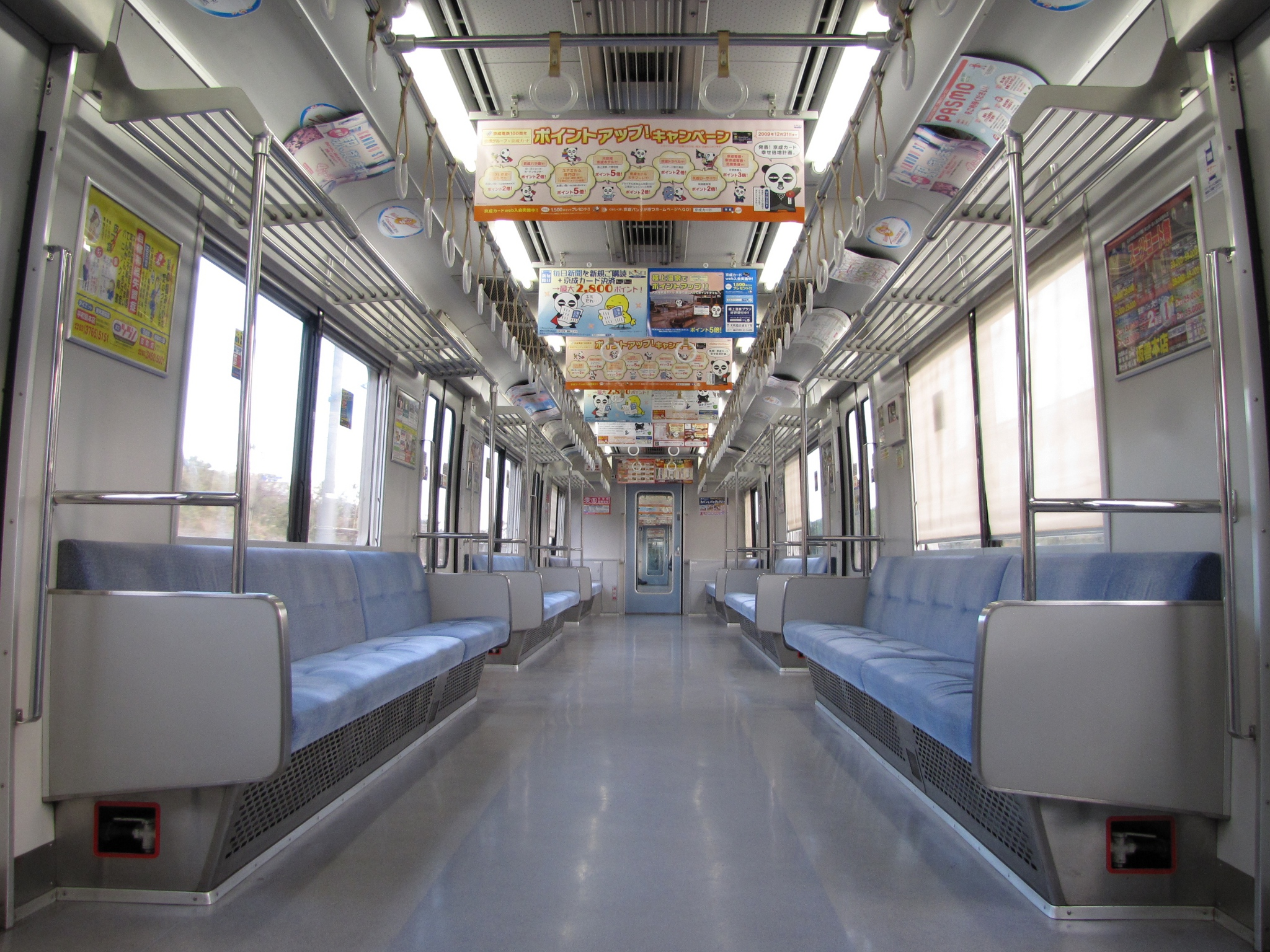
117편성 좌석
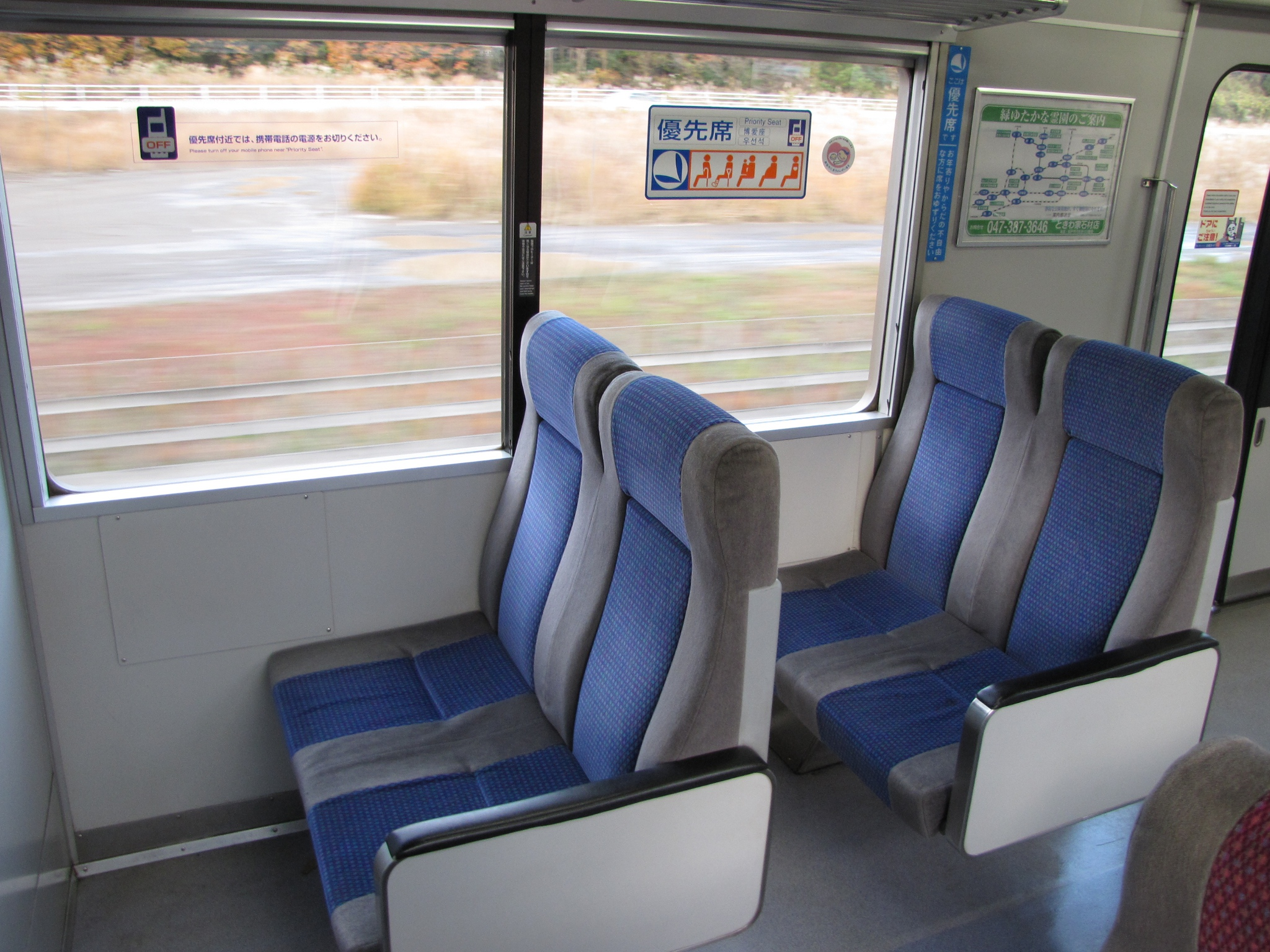
117편성 횡축 좌석

| 호차             | 1      | 2      | 3      | 4      | 5      | 6      | 7      | 8      |
| ---------------- | ------ | ------ | ------ | ------ | ------ | ------ | ------ | ------ |
| 명칭             | M2c    | M1     | T      | M1'    | M2     | T      | M1     | M2c    |
| 번호             | 91x8   | 91x7   | 91x6   | 91x5   | 91x4   | 91x3   | 91x2   | 91x1   |
| 무게 (톤)        | 34.0   | 34.0   | 30.0   | 34.0   | 32.0   | 30.0   | 34.0   | 34.0   |
| 수용 (합계/좌석) | 121/41 | 132/50 | 131/50 | 132/50 | 132/50 | 131/50 | 132/50 | 121/41 |

- 117편성 좌석
- 117편성 횡축 좌석

## 사진

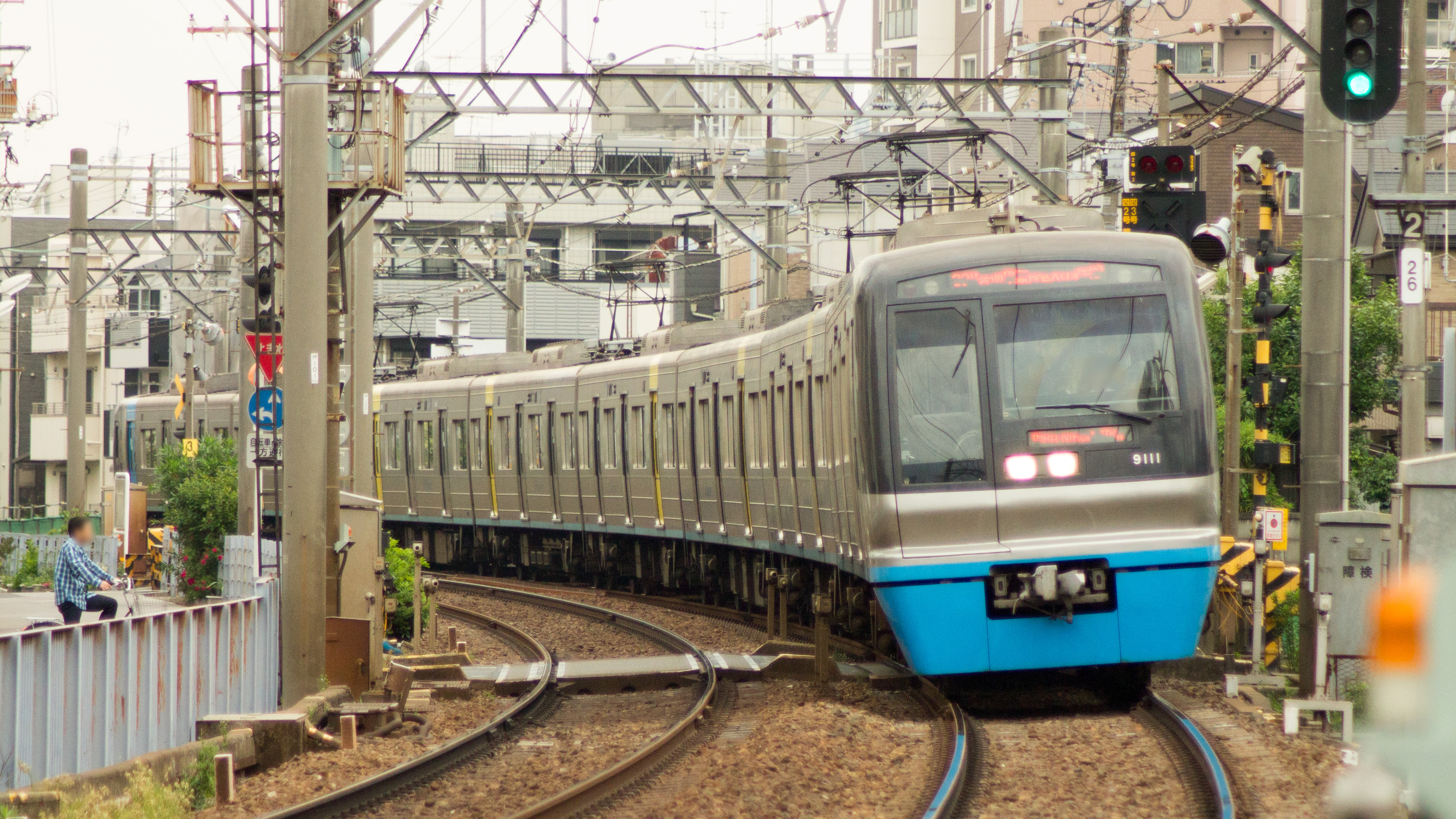
지바 뉴타운 철도 118편성